# Хамболт Хил (Калифорнија)
Хамболт Хил (енгл. Humboldt Hill) насељено је место без административног статуса у америчкој савезној држави Калифорнија.

## Демографија
По попису из 2010. године број становника је 3.414, што је 168 (5,2%) становника више него 2000. године.
| Група             | 2000.         | 2010.         |
| Белци             | 2.745 (84,6%) | 2.728 (79,9%) |
| Афроамериканци    | 29 (0,9%)     | 41 (1,2%)     |
| Азијати           | 60 (1,8%)     | 102 (3,0%)    |
| Хиспаноамериканци | 197 (6,1%)    | 298 (8,7%)    |
| Укупно            | 3.246         | 3.414         |